# Czarny łabędź (film 2010)
Czarny łabędź (ang. Black Swan, 2010) – amerykański thriller psychologiczny w reżyserii Darrena Aronofsky’ego. W rolach głównych wystąpiły Natalie Portman oraz Mila Kunis, które wcieliły się w role nowojorskich baletnic występujących w Jeziorze łabędzim.
Obraz otworzył 67. Międzynarodowy Festiwal Filmowy w Wenecji 1 września 2010 roku. Następnie film był prezentowany na festiwalach filmowych w Toronto i Londynie.

## Fabuła
Nowojorska opera wystawia balet Jezioro łabędzie. Reżyser Thomas Leroy (Vincent Cassel) decyduje, że dotychczasową primabalerinę Beth MacIntyre (Winona Ryder) zastapi młodsza baletnica, piękna Nina Sayers (Natalie Portman). Nina mieszka wraz ze swoją despotyczną matką Ericą (Barbara Hershey), byłą tancerką zespołu.
Koncepcja reżyserska zakłada granie przez primabalerinę dwóch ról: niewinnej Białej łabędzicy oraz zmysłowej Czarnej łabędzicy. Nieoczekiwanie Ninie wyrasta konkurentka w postaci zdolnej Lily (Mila Kunis). Nina idealnie pasuje do Białej łabędzicy, natomiast Lily stworzona jest do roli Czarnej łabędzicy. Rywalizacja tancerek zmieni się nieoczekiwanie w dziwną relację, a w samej Ninie powoli ujawnia się ciemna strona jej osobowości.

W Czarnym łabędziu dążenie do ideału wpędza bohaterkę nie tylko w paranoidalne stany – wręcz wpycha ją na ścieżkę autodestrukcji. Co więcej, perfekcyjny taniec nie jest dla Niny sposobem autoekspresji, dziewczyna nie chce za jego pomocą wyrażać siebie. Wręcz przeciwnie: precyzja baletu jest jej najwyraźniej potrzebna do tego, by trzymać w ryzach to, co skrywane gdzieś w głębi, nieuświadomione, niechciane, przerażające.

## Inspiracje dla filmu
W filmie zostały przedstawione niektóre wydarzenia z życia i kariery baletowej Diany Wiszniowej, jako sceny z życia Niny Sayers. Wymieniana jest np. scena, w której Nina wychodzi na scenę ociekając krwią i tańczy mimo poważnego zranienia się za kulisami ostrym przedmiotem. Analogiczna sytuacja miała miejsce w Metropolitan Opera, w czasie spektaklu Romeo i Julia, w którym główną partię zatańczyła Wiszniowa.
Diana Wiszniowa dostała propozycję zagrania roli Niny Sayers w filmie, jednak zrezygnowała ze względu na inne zobowiązania.

## Obsada
- Natalie Portman jako Nina Sayers
- Vincent Cassel jako Thomas Leroy
- Mila Kunis jako Lily
- Winona Ryder jako Beth MacIntyre
- Barbara Hershey jako Erica Sayers
- Janet Montgomery jako Madeline

## Nagrody i nominacje

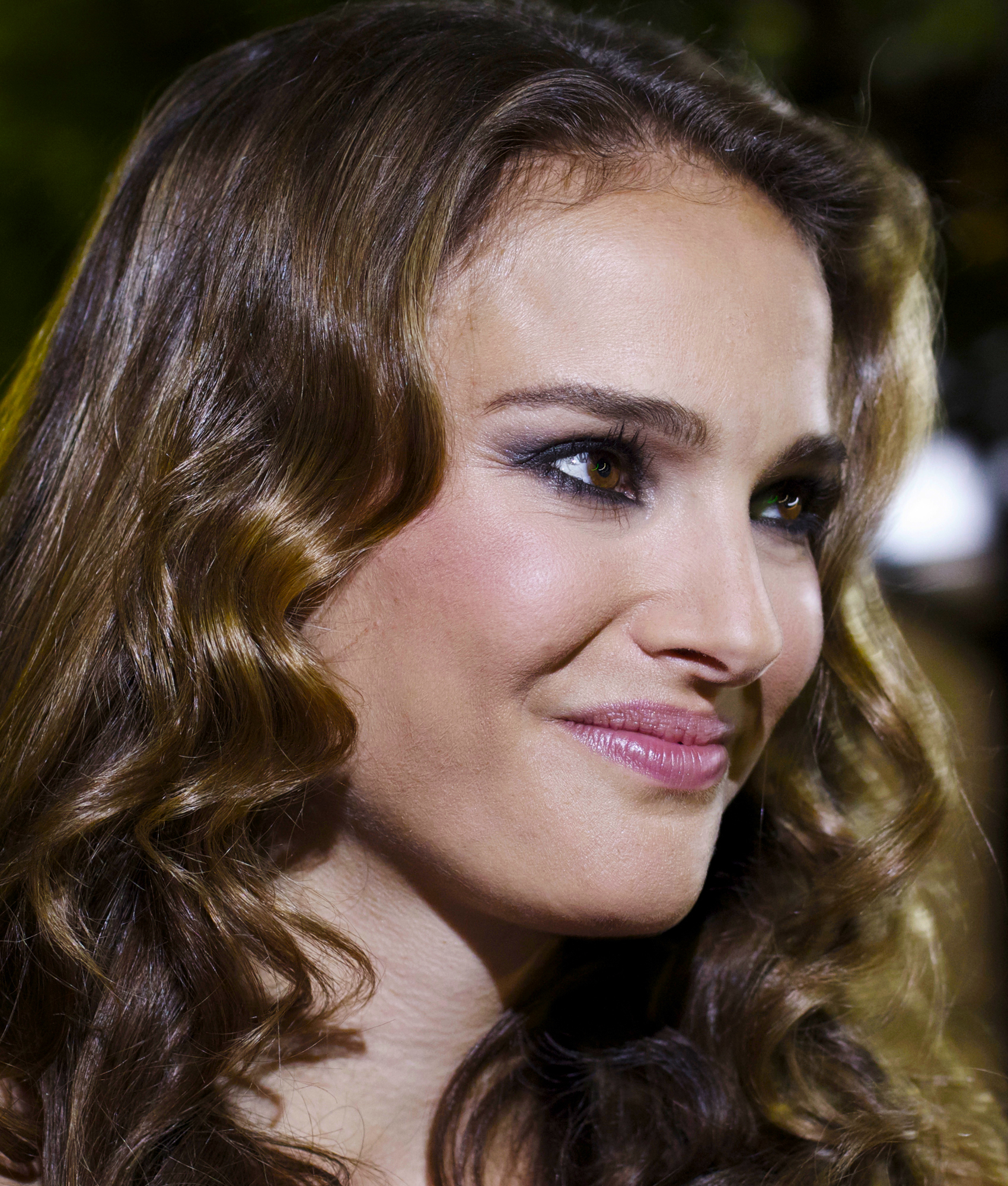
Natalie Portman podczas premiery filmu na MFF w Toronto, 13 września 2010.

67. Międzynarodowy Festiwal Filmowy w Wenecji
- nominacja: Złoty Lew
- Nagroda im. Marcello Mastroianniego – Mila Kunis

83. ceremonia wręczenia Oscarów
- nagroda: najlepsza aktorka pierwszoplanowa – Natalie Portman
- nominacja: najlepszy film – Mike Medavoy, Brian Oliver i Scott Franklin
- nominacja: najlepszy reżyser – Darren Aronofsky
- nominacja: najlepsze zdjęcia – Matthew Libatique
- nominacja: najlepszy montaż – Andrew Weisblum

68. ceremonia wręczenia Złotych Globów
- nagroda: najlepsza aktorka w filmie dramatycznym – Natalie Portman
- nominacja: najlepszy film dramatyczny
- nominacja: najlepszy reżyser – Darren Aronofsky
- nominacja: najlepsza aktorka drugoplanowa – Mila Kunis

64. ceremonia wręczenia nagród Brytyjskiej Akademii Filmowej
- nagroda: najlepsza aktorka pierwszoplanowa – Natalie Portman
- nominacja: najlepszy film – Mike Medavoy, Brian Oliver i Scott Franklin
- nominacja: najlepszy reżyser – Darren Aronofsky
- nominacja: najlepszy scenariusz oryginalny – Mark Heyman, Andrés Heinz i John J. McLaughlin
- nominacja: najlepsza aktorka drugoplanowa – Barbara Hershey
- nominacja: najlepsze zdjęcia – Matthew Libatique
- nominacja: najlepszy montaż – Andrew Weisblum
- nominacja: najlepsza scenografia – Thérèse DePrez i Tora Peterson
- nominacja: najlepsze kostiumy – Amy Westcott
- nominacja: najlepsza charakteryzacja i kostiumy – Judy Chin i Geordie Sheffer
- nominacja: najlepszy dźwięk – Ken Ishii, Craig Henighan i Dominick Tavella
- nominacja: najlepsze efekty specjalne – Dan Schrecker

17. ceremonia wręczenia nagród Gildii Aktorów Ekranowych
- nagroda: najlepsza aktorka pierwszoplanowa – Natalie Portman
- nominacja: najlepsza aktorka drugoplanowa – Mila Kunis
- nominacja: najlepsza obsada filmowa

25. ceremonia wręczenia Independent Spirit Awards
- nagroda: najlepszy film niezależny – Mike Medavoy, Arnold Messer, Brian Oliver i Scott Franklin
- nagroda: najlepszy reżyser – Darren Aronofsky
- nagroda: najlepsza główna rola żeńska – Natalie Portman
- nagroda: najlepsze zdjęcia – Matthew Libatique

15. ceremonia wręczenia Satelitów
- nominacja: najlepszy reżyser – Darren Aronofsky
- nominacja: najlepsza aktorka w filmie dramatycznym – Natalie Portman
- nominacja: najlepsza muzyka – Clint Mansell
- nominacja: najlepsza scenografia – David Stein i Therese Deprez

37. ceremonia wręczenia Cezarów
- nominacja: najlepszy film zagraniczny – Darren Aronofsky (Stany Zjednoczone)